# 待井昇
待井 昇（まちい のぼる、1954年9月21日 - ）は、東京都出身の元プロ野球選手。ポジションは外野手、投手。

## 来歴・人物
日大三高では1971年、2年生の時、春の選抜に中堅手兼控え投手として出場。1年上のエース渡部良克（日大－名古屋日産）の好投もあり、決勝で奥田直也投手を擁する大鉄高を降し初優勝を飾る。この大会で登板の機会はなかった。同年夏の甲子園都予選では準決勝で渡部のリリーフに立つが、日大一高の保坂英二に完封負け。他の1年上のチームメートに捕手、四番打者の岩沢建一がいた。
翌年の選抜には投手として、同期の小曽根修治（電電関東）との二本柱で勝ち進む。決勝では日大櫻丘の仲根正広と投げ合うが、完封を喫し準優勝に終わった。他の高校同期に吉沢俊幸がいる。投手としては右の本格派で、カーブ、シュートを武器とした。
1972年ドラフト会議で太平洋クラブライオンズから9位指名を受け入団。外野手に転向する。
1974年には強肩俊足を活かして、主に守備固めや代走ではあるが26試合に出場、5月には中堅手として実質先発出場を果たす（柳田豊が偵察メンバー）。
1975年には再び投手に転向する。
1976年限りで引退した。

## 詳細情報

### 年度別打撃成績
| 年 度     | 球 団     | 試 合 | 打 席 | 打 数 | 得 点 | 安 打 | 二 塁 打 | 三 塁 打 | 本 塁 打 | 塁 打 | 打 点 | 盗 塁 | 盗 塁 死 | 犠 打 | 犠 飛 | 四 球 | 敬 遠 | 死 球 | 三 振 | 併 殺 打 | 打 率 | 出 塁 率 | 長 打 率 | O P S |
| --------- | --------- | ----- | ----- | ----- | ----- | ----- | -------- | -------- | -------- | ----- | ----- | ----- | -------- | ----- | ----- | ----- | ----- | ----- | ----- | -------- | ----- | -------- | -------- | ----- |
| 1974      | 太平洋    | 26    | 9     | 8     | 3     | 1     | 0        | 0        | 0        | 1     | 2     | 1     | 1        | 0     | 0     | 1     | 0     | 0     | 1     | 0        | .125  | .222     | .125     | .347  |
| 通算：1年 | 通算：1年 | 26    | 9     | 8     | 3     | 1     | 0        | 0        | 0        | 1     | 2     | 1     | 1        | 0     | 0     | 1     | 0     | 0     | 1     | 0        | .125  | .222     | .125     | .347  |

### 背番号
- 44 （1973年 - 1976年）